# Vladimir Bitokov
Vladimir Bitokov (en russe : Владимир Битоков), né le 1985 à Naltchik (URSS), est un réalisateur russe.

## Biographie
Né en 1985 à Naltchik, capitale de la République autonome de Kabardino-Balkarie, dans le Caucase du Nord, Vladimir Bitokov est diplômé de la faculté de philologie (section langue anglaise) de l'université d'État de Kabardino-Balkarie. En 2011, il rejoint l'atelier de cinéma d'Alexandre Sokourov en Kabardino-Balkarie  au sein de cette université à Naltchik, fondé et dirigé par le cinéaste Alexandre Sokourov depuis 2010, où est organisé un master en réalisation de cinéma et télévision. Bitokov commence ensuite à travailler comme réalisateur au sein du groupe russe de médias VGTRK.
Il participe à la rétrospective des films de Sokourov à l'Ermitage à Saint-Pétersbourg, également au festival international du film de Locarno en 2014, au festival international du film de Tbilissi en 2016, au festival international du film de Karlovy Vary 2018.
En 2018, il présente un premier long métrage intitulé Les Rivières profondes dont il est scénariste et réalisateur. Le film est tourné en Kabardino-Balkarie, en langue kabarde avec sous-titres en russe. Alexandre Sokourov dit à propos de ce film : « Il a montré son script en quatrième année, je l'ai aimé, et j'ai donné le feu vert au travail. » Sokourov lui a proposé de tourner le film dans sa langue maternelle et Bitokov l'a accepté, bien que cela ne soit pas facile, « car beaucoup de Kabardes ne connaissent pas leur langue maternelle » et « Volodia ne parle pas couramment le kabarde ».
V. Bitokov est marié et père de deux enfants.

## Filmographie

### Réalisateur

#### Courts métrages
- 2010 : Lettre de la mère
- 2011: Le Frère
- 2012: Mélancholie
- 2013: Courant (Tetchene)
- 2014: Anker[2]

#### Longs métrages

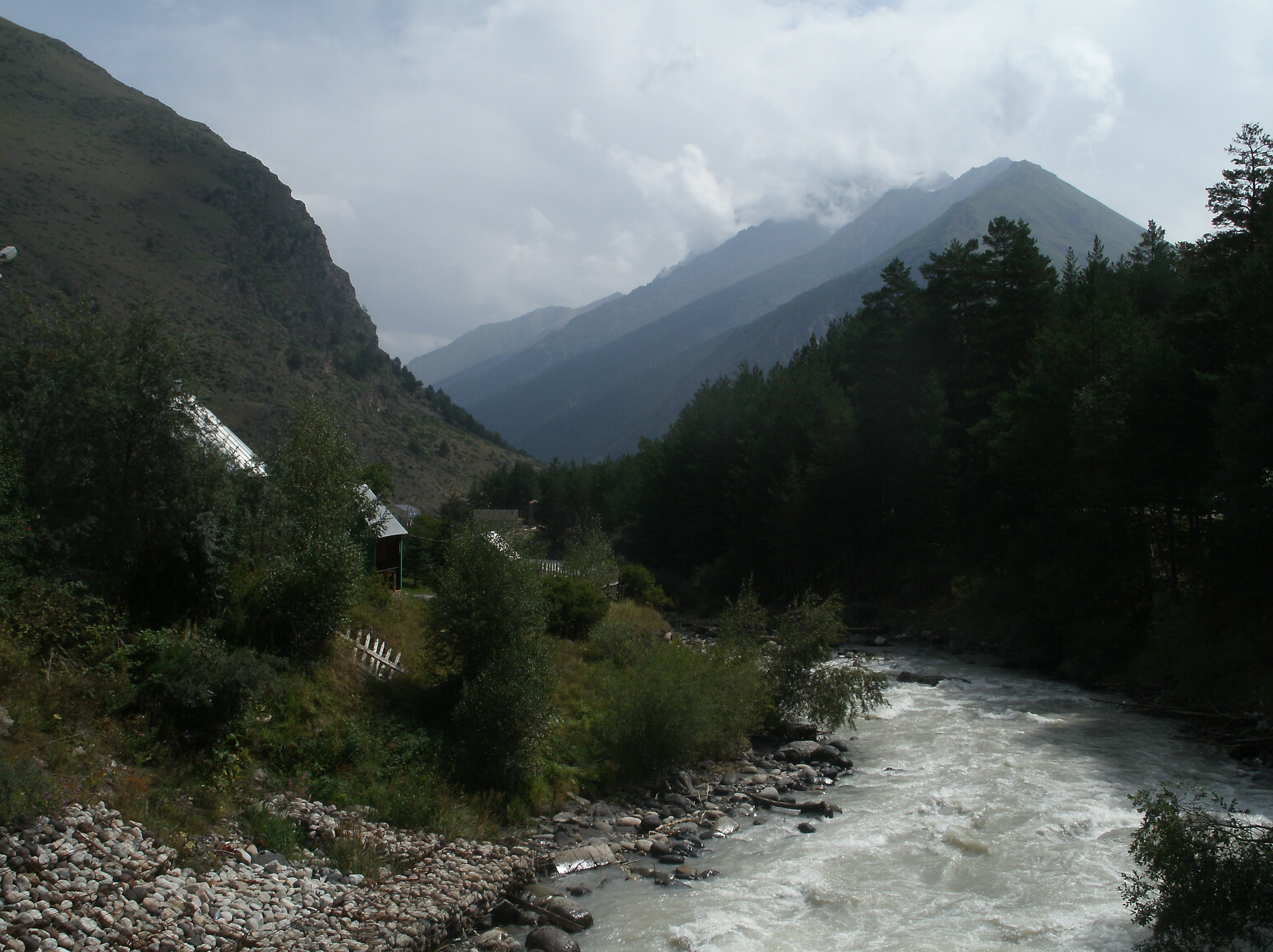
Le film Les Rivières profondes a été tourné dans le parc national de Prielbroussié. Vue de la rivière Baksan

- 2018 : Les Rivières profondes (Gloubokie reki).

Le film a été tourné dans le Parc national de Prielbroussié situé autour de la montagne Elbrouz au sud de la République de Kabardino-Balkarie.
Sur les rives d'une rivière de montagne orageuse, une maison en bois. Pour aider son père et ses frères à exécuter une commande lucrative, un troisième fils, le plus jeune, y retourne. Pendant son absence, rien n'a changé : travail acharné pour un morceau de pain, vie primitive, conflit prolongé avec les voisins, incapacité à exprimer leur amour et leur compréhension aux personnes les plus proches. Et une rivière qui, à tout moment, peut déborder. Ils aimeraient peut-être vivre autrement, mais ça ne marche pas.
Bitokov montre la région telle qu'il la connaît. Le respect absolu pour les aînés et les femmes, l'obéissance des plus jeunes est maintenant une chose du passé dans cette région du Caucase. Cela pose problème, selon Bitokov qui croit que le respect d'une femme et d'un frère aîné sont des choses fondamentalement importantes pour la famille.

### Scénariste
- 2018 : Les Rivières profondes (Gloubokie reki))

## Récompenses et distinctions
Les Rivières profondes a remporté plusieurs prix dont :
- Festival du cinéma russe à Honfleur 2018 : Prix du meilleur premier film 2018 (Prix de la Région Normandie)[4].
- Kinotavr 2018 : Prix du meilleur premier film

## En compétition
- Festival international du film de Karlovy Vary 2018 : sélectionné pour la compétition East of West